# Cross merchandising
Cross Merchandising é uma técnica que tem por finalidade cruzar (cross) os produtos no ponto de venda que tenham entre si relação direta de consumo destacando-os entre os demais (merchandising). Essa técnica serve para lembrar o consumidor do produto (gerar interesse de compra) quando estiver comprando outro item.

## Objetivos
O objetivo do cross merchandising é aumentar as vendas de produtos que normalmente são esquecidos pelos clientes, e que através de técnicas de estímulo por associação passam a adquiri-lo por impulso ou conveniência.

## Exemplos
Quando uma pessoa entra em um supermercado para comprar cerveja, vai até a prateleira onde está o produto e ao encontrá-lo visualiza bem ao lado das cervejas alguns pacotes de amendoim ou outros salgadinhos (petiscos) dando a entender que é uma combinação perfeita para acompanhar a cerveja. Então o consumidor associa o produto com a cerveja e resolve levar alguns pacotes, sem perceber foi envolvido por uma forte estratégia de cross merchandising.
Outro exemplo de cross merchandising é bem visível no ponto de venda dos leites, pois sempre que o consumidor vai ao mercado costuma comprar leite por isso é comum encontrar junto do ponto de venda do leite alguns achocolatados e cereais, pois quando o consumidor vai comprar o leite e visualiza os produtos (achocolatados ou cereais), mesmo que não premeditou a compra mas por ter visto o produto gerou a vontade e acaba levando-o por impulso ou conveniência.

## Vantagem
Uma das vantagens é que o investimento é praticamente zero, pois colocar um produto junto com o outro, a princípio, não custará mais nada ao estabelecimento. As vendas desses produtos podem ter um acréscimo de até 15% a mais do que venderiam se estivessem apenas no seu ponto natural. Outra vantagem é que com essa estratégia a loja passa a oferecer mais produtos, facilitando a vida do consumidor que, ao chegar em casa, percebe que esqueceu de comprar o queijo ralado para colocar em sua macarronada, que se estivesse em um cross merchandising normalmente não esqueceria. Como irá aumentar as vendas de diversos fornecedores, nada mais justo que obter desconto maior no preço de custo ou na própria venda do espaço extra a ser desenvolvido o cross merchandising.

## Desvantagem
A principal desvantagem em alguns casos é a inversão por parte do consumidor em não consumir o produto justamente por estar em cross merchandising, por ele sentir-se enganado ou induzido.